# Forteresse del Tocco
La forteresse del Tocco est une forteresse sicilienne construite à la fin du XVIe siècle à Acireale en Sicile par Camillo Camilliani et Vincenzo Geremia. Elle avait pour but la protection de la ville contre les raids menés par les pirates barbaresques.

## Historique
À la suite de la bataille de Lépante, en 1571, les raids menés par les pirates barbaresques sur les côtes italiennes s'intensifient. En 1582, Acireale essuie une tentative d'invasion turque dirigée par le gouverneur de la régence d'Alger, Uluç Ali Paşa, un Calabrais converti à l'islam. La peur provoquée par cet événement, poussa la population d'Acireale à se doter d'un système de défense à la fin duquel aboutira la forteresse del Tocco.
À la fin du XVIe siècle, les Espagnols, alors maîtres de l'île, entreprirent d'importantes œuvres de fortification le long du littoral d'Acireale : la Torre Alessandrano, la Torre di Sant'Anna (en 1585) dans le bourg de Capo Mulini, la Garitta di S. Tecla et la Forteresse del Tocco (entre 1592 et 1616).
La forteresse del Tocco fut à l'origine un projet de l'architecte Camillo Camilliani mais elle fut construite par Vincenzo Geremia à qui l'on doit plusieurs modifications sur les plans originaux de Camillo Camilliani.
En 1575, la forteresse est utilisée comme place forte contre les Français qui essaient de prendre la Sicile.
Au XIXe siècle, le fort perdit sa charge militaire et fut donc abandonné. En 1804, le dernier canon encore présent fut déplacé à la Pinacoteca Zelantea de Acireale où il est encore visible.
Depuis 1999, la forteresse et le Rocher de la Timpa, sur lequel elle est construite, font partie de la réserve naturelle de La Timpa.

## Source de la traduction
- (it) Cet article est partiellement ou en totalité issu de l’article de Wikipédia en italien intitulé « Fortezza del Tocco » (voir la liste des auteurs).